# Terezín

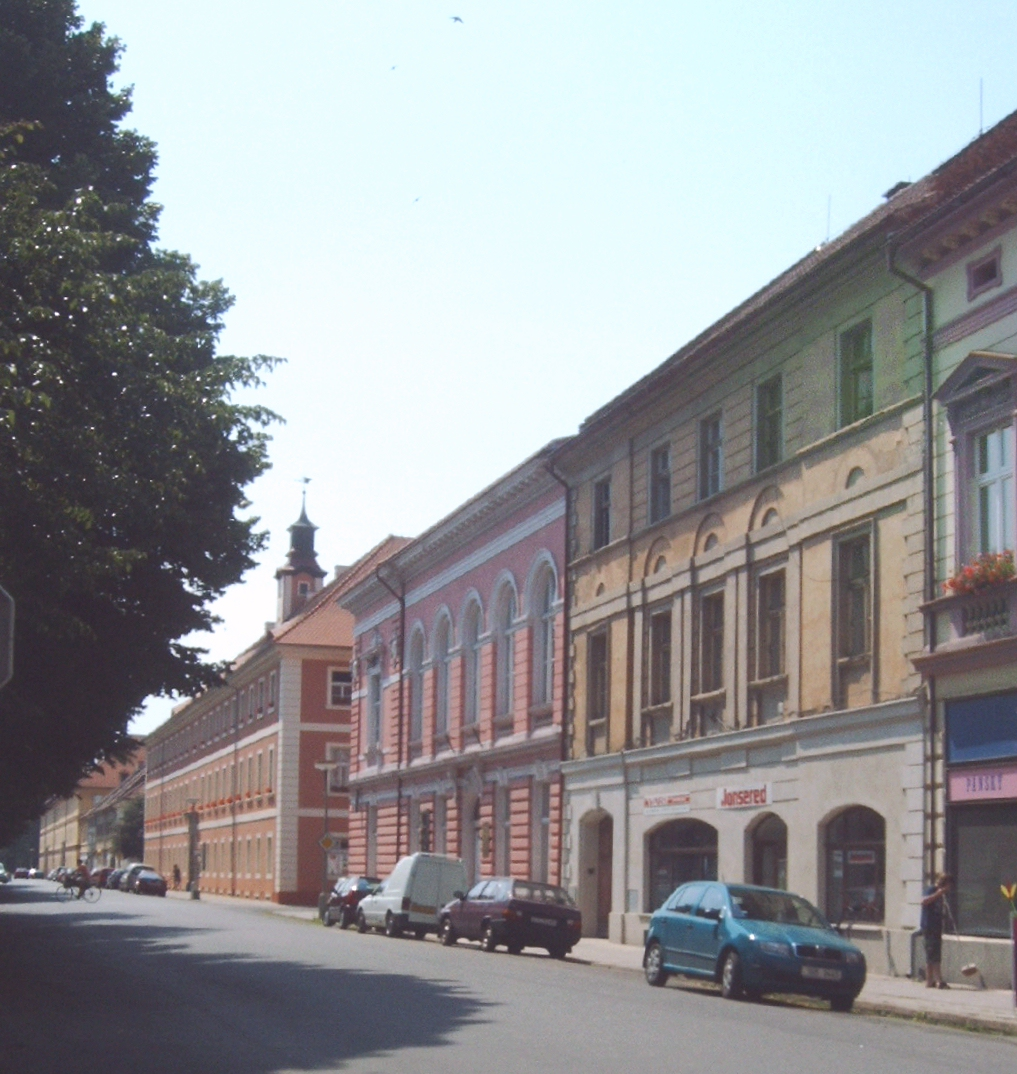
"Strada Lungă" din centrul oraşului Terezín, cu o arhitectură tipic central-europeană

Terezín (în germană Theresienstadt) este un oraș din Cehia, situat în nordul Boemiei. A fost întemeiat de împăratul Iosif al II-lea ca oraș-garnizoană și denumit astfel în amintirea împărătesei Maria Terezia.

## Istorie
Orașul Terezin are o istorie recentă zguduitoare. La 24 noiembrie 1941 orașul, cu fortăreața sa din secolul al XVIII-lea, a fost transformat de către naziști în ghetou pentru evrei. Primul lot de 342 de bărbați evrei a fost numit „comando de pregătiri” (Aufbaukommando), aceștia având misiunea de a pregăti clădirile pentru a primi alți deportați. La 4 decembrie 1941 a sosit al doilea lot, de 1.000 de persoane, pentru care s-a organizat o așa-zisă „autoguvernare evreiască” (Jüdische Selbstverwaltung), cu membri ai „sfatului bătrânilor” (Ältestenrat), din care s-au ales trei evrei decani de vârstă (Judenältester) care au preluat, pe rând, rolul de șef al ghetoului, în scopul autoguvernării. Curând au fost aduși alți 7.000 de oameni, din Praga și Brno.
Pentru a masca adevăratul scop al aducerii evreilor în orașul Terezin, naziștii au rebotezat orașul „Theresienbad”, „Băile Terezin”, spre a da impresia că evreii erau aduși aici pentru tratament balnear.
În realitate 44.693 de evrei din ghetoul Terezin au fost trimiși la lagărul de concentrare și exterminare Auschwitz, Polonia, în timp ce 22.503 au fost trimiși cu destinații necunoscute, în alte lagăre ale naziștilor.
La 18 septembrie 1942 numărul de deținuți în Terezin a ajuns la maxim, și anume 58.497 persoane. Din cauza suprapopulării și a lipsei de îngrijiri medicale rata mortalității era imensă. Numai în septembrie 1942 au murit în ghetou 4.000 de evrei.
La 3 mai 1945 ghetoul a fost predat către Crucea Roșie.

## Orașe înfrățite
- Strausberg, Germania

## Vezi și
- Lagărul de concentrare Theresienstadt